# 임은수
임은수(2003년 2월 26일 ~ )는 대한민국의 피겨스케이팅 선수이다. 2017년 한국 피겨 종합선수권 우승자이며, 2016년과 2018년에는 동메달을 차지했다. 2016년 주니어 그랑프리 독일 대회 동메달리스트이자, 2017년 주니어 그랑프리 오스트리아 대회 은메달리스트다. 2017년 주니어 피겨 세계선수권에선 4위, 2018년 주니어 피겨 세계선수권에선 5위를 차지해 2년 연속 top5에 이름을 올렸다. 2018년 ISU 공인 챌린저 대회인 아시안 오픈 트로피에서 우승을 차지하면서, 김연아 이후로는 처음으로 ISU 공인 대회에서 우승을 차지한 선수가 되었다.

## 출신 학교
- 고려대학교 세종캠퍼스 재학
- 신현고등학교 졸업
- 한강중학교 졸업
- 응봉초등학교 졸업

## 경력

### 데뷔 초기
2009년 피겨스케이팅을 처음 시작했고, 2014년 전임 코치인 지현정의 지도 아래 본격적으로 선수 생활을 시작했다. 2016년 피겨 종합선수권에선 유영과 최다빈에 이어 3위를 차지했다.

### 2016–2017 시즌
2016-2017시즌 ISU 주관 주니어 그랑프리 대회에 처음으로 초청되었다. 2016년 주니어 그랑프리 슬로베니아 (류블라냐) 대회에서 4위로 데뷔 경기를 치뤘고 이어진 주니어 그랑프리 독일 (드레스덴) 대회에서 동메달을 차지하며 대한민국 피겨 여자 싱글 선수 중 5번째로 메달을 획득한 선수에 이름을 올렸다. (이전은 김연아, 김해진, 박소연, 최다빈) 2017년 1월 시니어 부문에 참가한 한국 피겨 종합선수권 대회에선 쟁쟁한 경쟁자들을 물리치고 1위를 차지하며 처음으로 종합선수권대회 챔피언에 올랐다. 3월에 열린 주니어 피겨 세계선수권 대회에선 자신의 개인 기록을 경신하며 4위에 마크되었는데 이는 김연아 이후 최고기록이다.

### 2017–2018 시즌
8월에 열린 아시안 오픈 트로피에서 은메달을 차지하며 시즌을 시작했다. 2017년 주니어 그랑프리 오스트리아 (잘츠부르크) 대회에서 은메달을 차지하며 작년 시즌보다 한 단계 더 성장했고 자신이 최고 점수인 186.34점을 마크했다. 그러나 이어진 주니어 그랑프리 폴란드 (그단스크) 대회에선 스핀의 실수, 명확하지 않은 엣지를 지적받으며 쇼트에서 58.60이란 저조한 점수에 머물렀고 프리스케이팅에서 역시 플립 점프의 엣지 문제를 지적 받음과 동시에 더블 악셀+트리플 토룹에서의 실수, 트리플 살코의 넘어짐 등 전반적으로 안좋은 경기를 펼쳐 자신의 종합점수에 24점 가까이 모자라는 162.58로 대회를 마무리했다. 주니어 그랑프리 파이널 진출도 기대하고 있었으나 폴란드 대회의 결과로 결국 진출이 무산되었다.
12월에는 오른쪽 엄지 발가락에 부상이 생겨 출전하기로 했던 동계체전에 기권하는 등 어려움을 겪었다.
1월 전년우승자의 자격으로 출전한 한국 피겨 종합선수권 대회에서 유영과 최다빈에 이어 3위를 마크했다. 3월 유영과 함께 나선 주니어 피겨 세계선수권 대회에서 쇼트 5위, 프리 6위를 차지하며 종합 5위에 올랐다. 2년 연속으로 주니어 세계선수권 대회 TOP5에 오르며 출전권 2장을 획득하는데 기여했다.
4월 18일 지현정 코치를 떠나 캘리포니아에서 라파엘 아르투니안의 지도를 받는다고 공식 발표했다.

### 2018-2019 시즌
8월 1일 소속사를 통해 쇼트 음악은 <Somewhere in time>, 프리 음악은 <시카고>의 OST임을 발표했다. 시니어 첫 데뷔 무대로 선택한 아시안 오픈 트로피에서 쇼트는 자신의 최고점을 경신하며 68.09로 1위를 차지했다. 프리에선 잦은 실수가 나와 116.24점으로 2위를 했지만 종합 점수 184.33으로 2위 선수와 11점 가량의 차이로 우승을 거머쥐었다. ISU가 공인한 대회에서 우승을 차지한 건 김연아 이후 임은수가 두 번째이다. 이후 US 인터내셔널 클래식 대회에 출전하여 준우승하였다. 시즌 초에 시니어 그랑프리 대회는 5차 <로스텔레콤 컵> 한 곳에 배정받았으나 최다빈 선수가 부츠문제로 인해 출전 예정이었던 4차 <NHK 트로피>대회를 기권하게 되어 그 자리에 추가 배정 받아 4,5차 대회를 연달아 출전하여 4차 <NHK 트로피>에서는 개인 쇼트, 프리, 총점 최고점을 경신하여 6위를 차지하였다.

### 2019-2020
새 시즌은 쇼트 프로그램은 <스페인 기상곡> 프리 프로그램은 <사브리나OST>이며, 챌린저 시리즈인 <어텀클래식>과 <상하이 트로피> 에 출전해 동메달을 땄다. 또 그랑프리 1차 대회인 <스케이트 아메리카>에 출전하여 5위를 차지했다. 이어 챌린저 시리즈인 <아시안 트로피>에 출전하였고 쇼트프로그램을 전 시즌 프로그램이었던 <some where in time>을 다시 들고 나왔다.

## 프로그램
| 시즌      | 쇼트프로그램                                                                            | 프리스케이팅                                                                                      | 갈라프로그램 |
| --------- | --------------------------------------------------------------------------------------- | ------------------------------------------------------------------------------------------------- | --- |
| 2018–2019 | - 사랑의 은하수 by 존 배리 choreo. by 제프리 버틀                                       | - 시카고 OST choreo. by 스즈키 아키코                                                             | |
| 2017–2018 | - Rich Man's Frug (from 스위트 채리티) by 사이 콜먼, 도로시 필즈 choreo. by 스캇 브라운 | - Grand Guignol by 바호폰도 - Oblivion - 리베르탱고 by 아스토르 피아솔라 choreo. by 신디 스튜어트 | - 하바나 (카밀라 카베요 노래) by 카밀라 카베요 feat. 영 서그 choreo. by 제프리 버틀 - Swish Swish by 케이티 페리 choreo. by 미샤 지 |
| 2016–2017 | - 베사메 무쵸 by 탈리아 choreo. by 신예지                                               | - 미스 사이공 by 클로드 미셸 쇤베르그 choreo. by 알렉스 창                                        | - Let's Have a Kiki covered by 글리 출연진 feat. 사라 제시카 파커 - 베사메 무쵸 by 탈리아 choreo. by 신예지                         |
| 2015–2016 | - 그 남자의 사랑법 OST composed by 살림-술라이만 choreo. by 미야모토 겐지               | - 아티스트 OST by 뤼도빅 부르스 choreo. by 신디 스튜어트                                          | - Let's Have a Kiki covered by 글리 출연진 feat. 사라 제시카 파커                                                                   |
| 2014–2015 | - 그 남자의 사랑법 OST composed by 살림-술라이만 choreo. by 미야모토 겐지               | - 핑크 팬더 주제곡 composed by 헨리 맨시니 choreo. by 신예지                                      | |
| 2013–2014 | - 에비타 by 앤드루 로이드 웨버 choreo. by 신예지                                        | - 핑크 팬더 주제곡 composed by 헨리 맨시니 choreo. by 신예지                                      | |
| 2012–2013 | - 에비타 by 앤드루 로이드 웨버 choreo. by 신예지                                        | - 쿵푸 팬더 OST by 한스 치머 choreo. by 신예지                                                    | |
| 2011–2012 |                                                                                         | - 쿵푸 팬더 OST by 한스 치머 choreo. by 신예지                                                    | |

## 대회 기록
GP: Grand Prix; CS: Challenger Series; JGP: Junior Grand Prix
| International                    | International | International | International | International | International | International | International |
| Event                            | 12–13         | 13–14         | 14–15         | 15–16         | 16–17         | 17–18         | 18–19         |
| -------------------------------- | ------------- | ------------- | ------------- | ------------- | ------------- | ------------- | ------------- |
| GP 로스텔레콤 컵                 |               |               |               |               |               |               | 3rd           |
| GP NHK 트로피                    |               |               |               |               |               |               | 6th           |
| CS U.S 인터내셔널 클래식         |               |               |               |               |               |               | 2nd           |
| CS 아시안 오픈 트로피            |               |               |               |               |               |               | 1st           |
| International: Junior, Novice    |               |               |               |               |               |               |               |
| 주니어 세계선수권                |               |               |               |               | 4th           | 5th           |               |
| JGP 주니어 그랑프리 오스트리아   |               |               |               |               |               | 2nd           |               |
| JGP 주니어 그랑프리 독일         |               |               |               |               | 3rd           |               |               |
| JGP 주니어 그랑프리 폴란드       |               |               |               |               |               | 4th           |               |
| JGP 주니어 그랑프리 슬로베니아   |               |               |               |               | 4th           |               |               |
| CS 아시안 오픈 트로피            |               | 1st N.        |               |               | 3rd J.        | 2nd J.        |               |
| National                         |               |               |               |               |               |               |               |
| 한국 종합선수권                  | 4th N.        | 4th J.        | 9th           | 3rd           | 1st           | 3rd           | 2nd           |
| Levels: N. = Novice; J. = Junior |               |               |               |               |               |               |               |

## 주요 대회 세부 기록

### Senior level
| 2018–19 season        | 2018–19 season                   | 2018–19 season | 2018–19 season | 2018–19 season |
| 날짜                  | 대회                             | 쇼트프로그램   | 프리스케이팅   | 총점           |
| --------------------- | -------------------------------- | -------------- | -------------- | -------------- |
| 2018년 11월 16일-18일 | 2018 그랑프리 5차 로스텔레콤 컵  | 6 57.76        | 3 127.91       | 3 185.67       |
| 2018년 11월 9일-11일  | 2018 그랑프리 4차 NHK 트로피     | 4 69.78        | 6 126.53       | 6 196.31       |
| 2018년 9월 12일-16일  | 2018 U.S 인터내셔널 클래식       | 2 64.85        | 2 122.45       | 2 187.30       |
| 2018년 8월 1일-5일    | 2018 아시안 오픈 트로피 (시니어) | 1 68.09        | 2 116.24       | 1 184.33       |

### Junior level
| 2017–18 season          | 2017–18 season                    | 2017–18 season | 2017–18 season | 2017–18 season | 2017–18 season |
| Date                    | Event                             | Level          | SP             | FS             | Total          |
| ----------------------- | --------------------------------- | -------------- | -------------- | -------------- | -------------- |
| 2018년 3월 5일-11일     | 2018 주니어 피겨 세계선수권       | Junior         | 5 62.96        | 6 122.16       | 5 185.12       |
| 2018년 1월 5일-7일      | 2018 제 73회 한국 피겨 종합선수권 | Senior         | 2 66.10        | 4 119.78       | 3 185.88       |
| 2017년 10월 4일-7일     | 2017 주니어 그랑프리 폴란드       | Junior         | 4 58.60        | 5 103.98       | 4 162.58       |
| 2017년 8월 31일-9월 2일 | 2017 주니어 그랑프리 오스트리아   | Junior         | 2 64.79        | 2 121.55       | 2 186.34       |
| 2017년 8월 2일-5일      | 2017 아시안 오픈 트로피 (주니어)  | Junior         | 3 58.43        | 2 118.82       | 2 177.25       |
| 2016–17 season          |                                   |                |                |                |                |
| Date                    | Event                             | Level          | SP             | FS             | Total          |
| March 15–19, 2017       | 2017 World Junior Championships   | Junior         | 4 64.78        | 4 116.03       | 4 180.81       |
| January 6–8, 2017       | 2017 South Korean Championships   | Senior         | 1 64.53        | 1 127.45       | 1 191.98       |
| October 5–9, 2016       | 2016 JGP Germany                  | Junior         | 2 63.83        | 5 109.38       | 3 173.21       |
| September 21–25, 2016   | 2016 JGP Slovenia                 | Junior         | 6 55.88        | 3 111.03       | 4 166.91       |
| August 4–5, 2016        | 2016 Asian Open Trophy            | Junior         | 2 60.61        | 3 108.44       | 3 169.05       |
| 2015–16 season          |                                   |                |                |                |                |
| Date                    | Event                             | Level          | SP             | FS             | Total          |
| January 8–10, 2016      | 2016 South Korean Championships   | Senior         | 4 59.33        | 3 116.64       | 3 175.97       |
| 2014–15 season          |                                   |                |                |                |                |
| January 7–9, 2015       | 2015 South Korean Championships   | Senior         | 8 51.10        | 10 89.53       | 9 140.63       |
| 2013–14 season          |                                   |                |                |                |                |
| January 3–5, 2014       | 2014 South Korean Championships   | Junior         | 1 48.90        | 6 82.46        | 4 131.36       |
| August 8–11, 2013       | 2013 Asian Open Trophy            | Novice         |                | 1 41.97        | 1 41.97        |
| 2012–13 season          |                                   |                |                |                |                |
| January 4–6, 2013       | 2013 South Korean Championships   | Novice         | 7 27.20        | 3 50.32        | 4 77.52        |

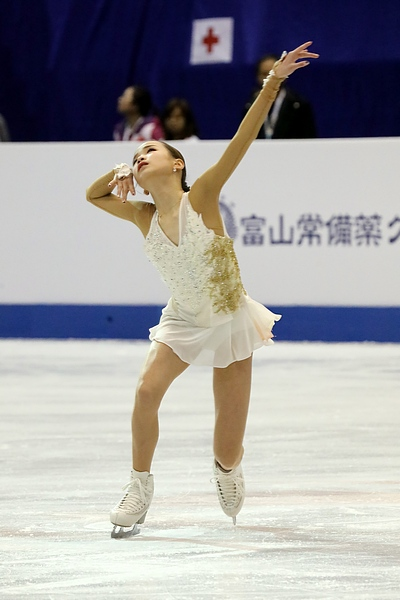
Lim at the 2017 World Junior Figure Skating Championships.

- Personal best highlighted in bold.

## 수상 기록
| Year | Awards                               |
| ---- | ------------------------------------ |
| 2017 | Harper's Bazaar: January Issue Model |

## 추가 문헌
- 2016 ISU JGP Germany Ladies Results
- 2016 ISU JGP Slovenia Ladies Results
- 2017 Asian Open Trophy Results
- 2016 Asian Open Trophy Results
- 2013 Asian Open Trophy Results